# Cardioglossa gracilis
Cardioglossa gracilis es una especie de anfibios de la familia Arthroleptidae.
Habita en Camerún, la República Centroafricana, la República Democrática del Congo, Guinea Ecuatorial, Gabón, sudeste de Nigeria y, posiblemente, República del Congo.
Sus hábitats naturales son bosques tropicales o subtropicales secos y a baja altitud, montanos tropicales o subtropicales secos y ríos.
Está amenazadapor la pérdida de su hábitat natural.